# Desenvolupament postembrionari
El desenvolupament postembrionari és el procés de diferenciació i de maduració que transforma l'animal nounat en adult mitjançant una sèrie de diferenciacions de teixits i òrgans per a arribar a la maduresa sexual.
Pot ésser directe o indirecte, segons l'estadi assolit per l'individu a la fi de la fase embrionària. Tenen desenvolupament directe els animals que, després d'un llarg període embrionari, durant el qual consumeixen les nombroses substàncies de reserva emmagatzemades en l'ou o bé provinents de la mare, neixen amb tots els caràcters morfològics dels adults i els manca solament la maduresa sexual. Els animals amb ous pobres en vitel·lina neixen en forma de larva i els cal un desenvolupament indirecte, durant el qual presenten una sèrie de modificacions morfogenètiques (metamorfosi).